# Sonchus hierrensis
Sonchus hierrensis (Pit.) Boulos è una pianta appartenente alla famiglia delle Asteraceae, endemica delle isole Canarie.

## Distribuzione e habitat
È un endemismo delle isole di El Hierro, La Gomera e La Palma.